# Апокалипсис (Гравити Фолз)
«Странногеддон, часть 1: Апокалипсис» (англ. Weirdmageddon. Part 1) — восемнадцатый эпизод второго сезона американского мультсериала «Гравити Фолз».

## Сюжет
Эпизод начинается с того места, с которого закончился эпизод Диппер и Мэйбл против будущего — со смеющегося под трещиной между Царством кошмаров и Гравити Фолз Билла Шифра. Его тело обретает физическую форму, превратившись в яркий светящийся треугольник. Наблюдающий с недопониманием это зрелище Блендин видит, что Билл по какой-то причине запер Мэйбл в огромном красноватом шаре с нарисованной на нём падающей звездой. Поняв весь ужас ситуации, он отправляется за подмогой.
Тем временем все жители Гравити Фолз смотрят в небо, и видят, как Билл увеличивается в размерах. После чего возвращается к своей нормальной форме и летит в город, объявив, что теперь он будет новым Богом и правителем Гравити Фолз навсегда. Затем он плавит статую Натаниэля Нортвеста лучом из глаза. После этого Билл знакомит город с другими межгалактическими преступниками, которые являются его друзьями: Восьмёрка, Криптос, Зантар, Зубы, Замочник, Аморфник, Шестигран, Пироньяка, Пустышка и Летучие Глазыши. Горожане отказываются принимать заявление Билла о том, что теперь этот город принадлежит монстрам, и призывают их всех убраться отсюда. Престон Нортвест хочет присоединиться к Биллу и стать одним из его «всадников Апокалипсиса», но демон меняет все отверстия на его голове местами. Затем Билл выпускает в город Летучих Глазышей из Царства Кошмаров и пузыри безумия, попутно останавливая время и поднимая из земли большую пирамиду.
В это время Диппер и Форд наблюдают за всем безумием из Хижины Чудес. Огромная группа животных, включая гномов и мужикотавра, вырывается из леса и устремляется прочь от Билла, сбивая Диппера с ног. Форд поднимает его на ноги и говорит ему, что с каждой минутой измерение Билла просачивается в их измерение и его сила растёт. Диппер думает, что межпространственный разлом, должно быть, треснул в его рюкзаке, когда Мэйбл несла его, подвергая её опасности. Он бежит на её поиски, пытаясь связаться с ней через рацию. Форд останавливает Диппера и говорит ему, что прежде чем найти Мэйбл, они должны победить Билла. Их лучший шанс — вернуть его обратно в разлом, откуда он пришёл, прежде чем Странногеддон охватит весь мир. Форд говорит, что они должны попытаться. Они внезапно останавливаются, когда гном говорит, что «Волна безумия» направляется в их сторону. Они бегут в Хижину, когда гигантское розовое цунами накрывает весь город. Волна странностей порождает щупальца на заднем дворе Зуса, заставляет его гриль превратиться в монстра, а Бабулиту превращает в кресло. Зус в шоке, но Бабулита говорит Зусу, чтобы он пошёл помогать другим жителям города. Зус отправляется в путь. В Хижине Чудес Стэн кричит на Гомперса за то, что тот грызёт кисточку его фески, угрожая выгнать его. Из-за волны безумия Гомперс вырастает до огромных размеров, и Стэн убегает. Затем волна накрывает зал игровых автоматов, оживляя Рамбла Макскёрмиша и других персонажей.
Позже козёл разрушает тюрьму Максимальной Безопасности во время занятий кружка рисования, и Малыш Гидеон понимает, что Билл выполнил свою часть договора.
Из церкви Форд целится в Билла через Квантовый дестабилизатор. Неожиданно за спиной у него оживает колокол и говорит: «Теперь я живой!», — Форд испугался и промахнулся. Билл его замечает и сносит крышу колокольни. Форд оказывается под завалом и просит Диппера сохранить дневники и спасаться. Он начал говорить про другой способ победить Билла, но тут же последний подлетел к церкви, и Форд сказал Дипперу бежать, что тот и сделал. Чуть позже Диппер пытается напасть на Билла, но безуспешно — тот с лёгкостью отшвыривает мальчика. Затем Билл превращает Форда в золотую статуэтку, чтобы чесать ею спину, а также сжигает все три дневника. Он разрешает двоим своим друзьям в качестве награды съесть Диппера, но тот смог улизнуть от них.
Диппер не может связаться с Мэйбл. Он думает, что она со Стэном в супермаркете. Там он попадает в ловушку, которую устроила Венди. Он, радуясь, что хоть кого-то нашёл, обнимает её. Венди успокаивает Диппера и отводит его в своё убежище, где также находится Тоби Решительный.
Позже они оба сидят перед костром и рассказывают о прожитых днях. Диппер переживает из-за ссоры с Мэйбл и волнуется за неё и за остальных своих друзей. Венди решила подышать свежим воздухом на крыше вместе с Диппером. Она сказала ему, что ничего круче не видела, чем отношения близняшек. Когда Диппер и Мэйбл вместе, для них нет ничего невозможного. Вдруг они замечают шар с изображением падающей звезды. Диппер сразу смекает, что его сестра находится там. Венди уже придумала, как туда добраться.
В огромной пирамиде Билла идёт вечеринка, на которой Билл вскользь говорит о наступающей второй фазе. Вдруг появляется полиция времени под руководством Дитя Времени и Блендина. Билл их уничтожает. Вечеринка продолжается. Блендин выживает и в панике перемещается в неизвестное место.
Диппер, Венди и Тоби Решительный идут через кладбище автомобилей. Тоби вырубается от дротиков, которыми в него выстрелили.
Диппера и Венди окружает банда Гидеона. Тот стал хранителем пузыря, сделанным Биллом для Мэйбл. Венди в драке отнимает ключ и угоняет с Диппером полицейский автомобиль. Банда Гидеона пускается в погоню. По пути к шару они также пролетают через пузыри безумия, из-за чего меняется мир вокруг персонажей и они сами, от аниме до реального, не мультяшного мира, после чего снова становятся анимированными в стиле мультсериала. Позже Венди и Диппер перелетают через овраг. Машина кувырком проходит по земле и останавливается. К ним подходит Зус и сообщает, что их окружили. Гидеон уверен, что делает всё это ради Мэйбл, но Диппер переубеждает его, обвинив в эгоизме и пустых иллюзиях. Гидеон понимает, что тот прав, и просит его рассказать сестре о своём будущем подвиге. Он с бандой едет сражаться против Билла.
Диппер, Зус и Венди открывают замок пузыря и входят в него. После чего появляется надпись «Продолжение следует».

## Вещание
В день премьеры эпизод посмотрели 1,4 млн человек.

## Отзывы критиков
Обозреватель развлекательного веб-сайта The A.V. Club Аласдер Уилкинс поставил эпизоду оценку «A», отметив, что «начало, в котором Билл обрушивает на город и его жителей всевозможные безумства — это один из самых дерзких материалов, которые он видел в этом якобы детском сериале, особенно учитывая, насколько радикально все это отличается от предыдущего, относительно здравого подхода сериала к сверхъестественному». Критик хвалит в этом эпизоде то, как здесь показана Венди, а также говорит о том, что «начало конца для мультсериала является одновременно логическим продолжением и радикальным отклонением от всего того, что было в сериале до этого момента».
Также на агрегаторе-оценок IMDB серия имеет рейтинг 9.5/10 на основе 2 731 пользовательских оценок.

## Криптограммы

### Титры
Криптограмма: «KB HTMT IHOV 1,000 AMLCT WDY TZOM MLCG’H TSCGKFWFA IV VVEWYDUQIBXV CVO HIMC OI’J DINV, IM’H NSZPO EZ CM KLVP EZLYLG.». После расшифровки шифром Виженера получается: «IT WILL TAKE 1,000 YEARS FOR TIME BABY’S MOLECULES TO RECONSTITUTE. AND WHEN HE’S BACK, HE’S GOING TO BE VERY CRANKY.» (рус. Молекулы Дитя Времени будут восстанавливаться 1000 лет. А когда он вернётся, то будет капризным).

### Изображение в конце
Криптограмма в конце использует комбинированный ключ: 17-23-11-19 15-5 9-2-19-6, 23-10-20 15 1-9-10. 10-9-1 15-4’5 4-15-11-19 4-9 5-4-23-6-4 4-16-19 18-3-10. 15 23-12-1-23-25-5 12-9-2-19 21-9-6-6-3-8-4-15-10-17 12-15-2-19-5. 10-9-1 12-19-4’5 5-19-19 1-16-15-21-16 8-15-10-19-5 5-3-6-2-15-2-19-5. После расшифровки получается: GAME IS OVER, AND I WON. NOW IT’S TIME TO START THE FUN. I ALWAYS LOVE CORRUPTING LIVES. NOW LET’S SEE WHICH PINES SURVIVES (рус. Игра окончена, я выиграл. Теперь начнётся веселье. Я всегда люблю портить жизни. Теперь посмотрим, кто из Пайнсов выживет).